# Sepedon trochanterina
Sepedon trochanterina är en tvåvingeart som beskrevs av Verbeke 1950. Sepedon trochanterina ingår i släktet Sepedon och familjen kärrflugor. Inga underarter finns listade i Catalogue of Life.